# José d'Assunção Barros
José D'Assunção Barros (Rio de Janeiro, 22 de setembro de 1957) é um historiador e musicólogo brasileiro. Atualmente é professor do Departamento de História da Universidade Federal Rural do Rio de Janeiro (UFRRJ).
Suas principais obras foram "O Campo da História" (2004), "O Projeto de Pesquisa em História" (2005), "A Construção Social da Cor" (2009) e a série "Teoria da História", em cinco volumes (2011) - José D'Assunção Barros também escreveu uma série de artigos e ensaios sobre assuntos diversos, como História da Arte, História da Música, História da Literatura, Cinema, Teoria e Metodologia da História, Historiografia, e temas ligados à História de modo geral.

## Obras

### Desigualdades e Diferenças
O livro "Igualdade e Diferença", publicado em 2016 em uma edição de mais amplo alcance - mas na verdade já antecipado em uma edição de circulação mais restrita em 2008 - principia por examinar a historicidade e a inter-relação entre os conceitos de "igualdade", "desigualdade" e "diferença". O artigo que deu origem a esta obra foi publicado no verão de 2005, no número 175 da revista Análise Social - publicação do Instituto de Ciências Sociais da Universidade de Lisboa - com o título "Igualdade, Desigualdade e Diferença: em torno de três noções". Seu ponto de partida foi discutir a distinção entre 'Desigualdade' e 'Diferença' no seu contraste semiótico em relação ao conceito de 'Igualdade'. A partir daí, o autor examina o fato de que não apenas as Desigualdades, mas também muitas das Diferenças que se tornam evidenciadas em meio à vida social, são na verdade construções culturais sujeitas à historicidade. Postula que diversos processos históricos de dominação consistem de fato na transformação de determinadas Desigualdades em Diferenças e vice-versa.
Para o autor, devem ser configurados no âmbito das 'diferenças' aspectos como nacionalidade, religiosidade, profissão, faixa etária, gênero, percepções raciais, aspectos étnicos de todos os tipos. Enquanto isso, a pobreza ou riqueza de um indivíduo, seu grau de instrução, e outras distinções que produzem desnivelamentos entre os indivíduos, seriam relacionados ao âmbito das desigualdades. Rigorosamente falando, a escravidão, por exemplo, seria a desigualdade radical por excelência - a ausência de todos os privilégios. O problema levantado pelo autor é que frequentemente algumas diferenças são tratadas como desigualdades; e algumas desigualdades são tratadas como diferenças. Em todos estes casos, produzem-se violências de todos os tipos. O sexismo e os sistemas de dominação masculina podem tratar as diferenças de gênero como desigualdades (o autor cita a estranha máxima de Tomás de Aquino de que "a mulher é um homem incompleto"); e certas sociedades escravistas empenharam-se em tratar a desigualdade radical da escravidão como diferença. O estudo desenvolvido pelo autor procurou analisar os vários deslocamentos que podem se dar entre os planos da diferença e da desigualdade. [carece de fontes?]

Em outro ensaio sobre "desigualdades e diferenças", o autor examinou também as relações entre desigualdades e diferenças sexuais, e, em um terceiro ensaio da mesma série, buscou examinar as múltiplas trajetórias históricas da noção de "Igualdade" no âmbito do pensamento político, do imaginário e da história dos movimentos sociais. Neste último caso, trata-se de "investigar como o imaginário da igualdade apresentou-se no homem ocidental no decorrer de sua história social, política, e identitária" (NETA, 2017, p.314).

### Construção Social da Cor
Nesta mesma linha de reflexões, o autor escreveria depois um ensaio de maior fôlego intitulado "A Construção Social da Cor", que mais tarde daria origem ao livro de mesmo nome (2009) - uma obra na qual se discute o problema histórico da escravidão de africanos nos tempos do Brasil Colonial e do Brasil Império. O Escravismo Colonial, ao transportar milhões de negros africanos para as Américas, teria consistido na sistemática reclassificação da população africana subsaariana a partir da gradual desmontagem das diversas 'etnias de origem da África' com vistas à construção de uma nova Diferença - a noção de uma "raça negra" - sendo esta ainda secundada no processo de desenvolvimento do tráfico negreiro pelas chamadas "etnias do tráfico" (classificações de acordo com áreas geográficas ou circuitos de apresamento e exportação de escravos). Assim, em substituição a diferenças étnicas ancestrais que já existiam na África - como os mbundos, tekes, haúças, nuers, e inúmeras outras - começam a surgir gupamentos identitários que não existiam antes da instituição do tráfico atlântico de escravos, como os angolas, congos, benguela e cabindas. Mais ainda, todas estas divisões - que já tinham começado a embaralhar as etnias africanas ancestrais - logo começam a ser superpostas por uma grande diferença racial construída a partir do confronto entre o europeu branco e escravizador e a população africana subsaariana a ser escravizada: a diferença imaginada como uma grande "raça negra", dentro da qual se enquadrariam todos os nativos da África subsaariana. Conforme a argumentação de Barros, para a montagem do escravismo colonial, a 'Diferença Negra' teria se combinado à Desigualdade Escrava e à prática ocidental de obter escravos de um único continente, a África. Além disto, em fases e momentos distintos, a 'Desigualdade Escrava' também teria sido alternativamente vista pela elite senhorial como uma 'Diferença Escrava' (isto é, como uma essência naturalizada, e não como uma circunstância historicizada), e por isso uma das principais tarefas dos abolicionistas foi a de reconduzir a discussão da questão escravista do âmbito das Diferenças para o âmbito das Desigualdades.

### O Campo da Historia
O livro que o tornou mais conhecido, na verdade o seu primeiro livro publicado na área de História, foi O Campo da História - especialidades e abordagens" (2004) - obra na qual José D'Assunção Barros logrou elaborar um panorama crítico das diversas modalidades em que se organiza nos dias de hoje o conhecimento histórico, examinando campos históricos como a História Política, a História Cultural, a Micro-História, a História Econômica, a História Serial, entre inúmeros outros. Sua hipótese central nesta obra é a de que qualquer bom trabalho historiográfico não pode se limitar a uma única modalidade historiográfica, mas, sim, deve chamar a si uma determinada conexão de modalidades diversas conforme o objeto de estudo e o problema histórico examinado pelo historiador. Segundo o autor, existiriam três critérios principais de acordo com os quais os historiadores estabelecem subdivisões no campo disciplinar da História: (1) as 'dimensões', critério que preside a divisão da História em campos como a História Econômica, a História Cultural, a História Política, a História Social, e alguns outros, e que se relaciona ao aspecto de uma sociedade que o historiador examina em primeiro plano (mas sendo na verdade possível combinar duas ou mais dimensões numa mesma apreensão historiográfica); (2) as 'abordagens', critério que estaria relacionado ao "fazer histórico" e aos encaminhamentos metodológicos, gerando modalidades como a História Oral, a História Serial, a Micro-História, e outras; e (3) os 'domínios', relacionados às inúmeras temáticas ou campos temáticos que se abrem ao historiador (A História da Mulher, a História da Arte, a História do Direito, a História Rural, a História Urbana, e uma infinidade de outros). No mínimo, um trabalho de história qualquer deveria combinar pelo menos uma 'dimensão', uma 'abordagem' e um 'domínio', mas na verdade as conexões historiográficas poderiam combinar mais de uma modalidade também no mesmo campo de critérios. Assim, um estudo sobre a música de protesto em um período de ditadura poderia ser visto como uma conexão entre história política e história cultural (duas dimensões), ao mesmo tempo em que a metodologia empregada pelo historiador poderia combinar a 'história oral' com a análise de jornais através da 'história serial' (duas abordagens). Outra proposta claramente explicitada em "O Campo da História" foi a de ultrapassar o nível mais limitador da especialização histórica, investindo na intradisciplinaridade (diálogo interno entre os campos históricos) e na interdisciplinaridade (diálogo da História com outras disciplinas e campos do saber). A preocupação com a complexidade e interconexão dos campos históricos - evitando-se uma perspectiva de compartimentação da historiografia em setores estanques - dá-se a perceber em diversos artigos do autor sobre este âmbito temático de estudos de historiografia. Para além do estudo sobre os campos históricos, o âmbito da Teoria e Metodologia da História mostra-se uma constante na produção de José D'Assunção Barros, particularmente atenta ao emprego historiográfico de categorias como espaço, tempo, ou a aspectos como a Operação Genealogica. É bem conhecido, e atingiu sucessivas edições, o seu livro "O Projeto de Pesquisa em História" (2005).

### História da Arte
No campo da História da Arte, José D'Assunção Barros escreveu também alguns ensaios, incluindo "Arte Moderna e Alteridade", no qual busca mostrar como um dos diferenciais da Arte Moderna, a partir de fins do século XIX e sobretudo no decorrer do século XX, estabeleceu-se precisamente com a capacidade que os artistas ocidentais modernos desenvolveram no sentido de renovarem seus próprios padrões criativos e suas práticas artísticas com base no que puderam aprender da arte de outros povos de sua época e de outras épocas - as artes orientais (japonesa, chinesa, islâmica), as artes da África negra, a arte do Antigo Egito, a arte bizantina, as artes dos nativos das três Américas, entre outras. Ao deixar de perceber a arte de outros povos meramente como "arte exótica" ou com o limitado interesse dos estudos antiquários, tal como faziam os românticos, o artista ocidental pôde utilizar estas artes oriundas da alteridade como fontes de recursos para renovar e recriar a sua própria arte, daí originando-se os vários movimentos da Arte Moderna que vão desde o Impressionismo até o Fauvismo, o Cubismo, a Arte Noveau e muitos outros. Assim, o interesse dos artistas modernos pela cultura oriental - desde os impressionistas - deixa de ser um interesse pelo oriental apenas como temática a ser representada, e passa a ser um interesse em aprender, com os próprios artistas orientais, novos padrões, estilos e recursos de representação. De igual maneira, também os cubistas, a exemplo de Pablo Picasso e Braque, souberam aprender da arte africana novos padrões de representação que terminaram por um ensejar uma verdadeira revolução na pintura e na escultura modernas. Alguns dos capítulos de "Arte Moderna e Alteridade" foram publicados sob a forma de artigos, como o capítulo sobre "Arte Japonesa" ou como o capítulo sobre "As influências da arte africana na arte moderna"
. Outros aspectos da História da Arte Moderna, ou questões relacionadas à metodologia do estudo das obras de arte também atraíram a atenção do autor.

### Cidade-Cinema
A obra do autor sobre Cinema também tem sido relevante. Entre as contribuições, José D'Assunção Barros desenvolveu o conceito de Cidade-Cinema, que corresponde a qualquer cidade produzida por uma criação fílmica que, dotada de forte singularidade, desempenhe um papel essencial ou estruturante para a trama, não importando se a cidade-cinema em questão é uma cidade totalmente imaginada pelo autor-cineasta, ou se é uma cidade criada com base em uma referência que exista na realidade atual ou que já tenha existido, em algum momento, na realidade histórica. A Cidade-Cinema é praticamente mais um personagem na trama, tendo em vista a sua especificidade. Diferente de uma cidade comum que apenas se oferecesse como local para as cenas de um filme, a cidade-cinema mostra-se como o único lugar no qual certas tramas fílmicas poderiam se desenvolver. Assim, o personagem Batman só poderia habitar Gotham City - uma cidade cinema cujo ambiente interage diretamente com a composição do personagem. Metropolis (1927) - cidade-cinema criada por Fritz Lang na primeira metade do século XX - é a distopia específica na qual pode se expressar o mundo socialmente cindido daquela trama fílmica. A Paris setecentista dos mestres perfumistas e dos bairros pobres que exalam odores fétidos seria o único espaço urbano que poderia acolher o serial killer do filme "O Perfume - História de um assassino" (1985), baseado na obra de mesmo nome de Patrick Süskind. A Los Angeles futurista de  Blade Runner (1982) não poderia ter outras características senão aquelas que são apresentadas no célebre filme dirigido por Ridley Scott e estrelado por Harrison Ford. Uma cidade-cinema, enfim, seria muito mais do que um ambiente urbano que se oferece como mero cenário para que se desenvolvam as cenas de um filme qualquer: a cidade-cinema é decididamente parte da trama, e interage visceralmente com os personagens mobilizados pela ação fílmica. Com base neste conceito, o autor dispôs-se ao estudo de algumas das "cidades imaginárias" do Cinema, em especial as distopias futuristas (é o caso de "A Cidade-Cinema Pós-Moderna", in NÓVOA, Jorge - org., Cinematógrafo: um olhar sobre a história). Com Nóvoa, Barros também organizou a coletânea 'Cinema-História: entre expressões e representações' (2008), a qual reuniu textos de diversos autores sobre o tema, além do seu próprio ensaio teórico e metodológico de abertura da coletânea. Neste, o autor empenha-se em discutir os diversos tipos de relações possíveis entre Cinema e História: (1) o Cinema como objeto para o estudo da História (História do Cinema); (2) O Cinema como fonte histórica (História através do Cinema); (3) o Cinema como meio de representação historiográfica (a História representada pelo Cinema); (4) o Cinema como recurso e tecnologia que pode apoiar a pesquisa histórica. (5) O Cinema como recurso didático para o ensino de História; e (6) o Cinema como agente histórico (como força ou ator social que interfere na própria história, ao agir na sociedade na qual se insere). [carece de fontes?]

### a História e a Música
Ao mesmo tempo em que desenvolveu sua carreira de escritor e ensaísta, José D'Assunção Barros também atuou simultaneamente no Ensino de História e no Ensino de Música, e suas teses de Mestrado e Doutorado combinam estes dois campos de saber (a História e a Música) conjuntamente com a Literatura, dando origem a estudos sobre os Trovadores do período medieval ("A Arena dos Trovadores", UFF,1995) e sobre a expressão do Imaginário Político na música, na literatura e nas genealogias medievais ("As Três Imagens do Rei - o imaginário régio na poesia trovadoresca e nos livros de linhagens da Idade Média Portuguesa", UFF, 1999). Além disso, o autor desenvolveu uma reflexão mais específica sobre as relações possíveis entre História e Música - na qual procura mostrar que tanto é necessária aos historiadores da música uma compreensão dos métodos historiográficos como um entendimento adequado da linguagem musical, de modo que pesquisadores ligados à História e a Música precisam se aproximar efetivamente quando se trata de investigar temáticas situadas na interrelação entre estes dois campos. A atenção a esta interconexão também resultou em palestras diversas.

### Nacionalismo e Modernismo
O livro "Nacionalismo e Modernismo - a música erudita brasileira nas seis primeiras décadas do século XX" foi premiado em 2005 pela União Brasileira de Escritores, no Rio de Janeiro, na categoria de "ensaios inéditos". Seu objetivo foi traçar um panorama analítico sobre a história da Música Erudita no Brasil, examinando suas realizações, as características dos diversos compositores, seu contexto histórico, bem como sua inter-relação com as demais artes. Alguns dos temas desenvolvidos em "Nacionalismo e Modernismo" foram também publicados sob a forma de artigos, a exemplo dos artigos sobre os Choros e as Bachianas Brasileiras de Heitor Villa-Lobos, ou do estudo sobre a produção orquestral de Francisco Mignone. Uma obra anterior, intitulada Raízes da Música Brasileira (2012) completa o exame da História da Música Brasileira deste os primórdios da colonização da América Portuguesa, incluindo um estudo sobre a música indígena.

### Teoria da História
A série de livros publicada em 2011 - "Teoria da História", em 5 volumes - discute os fundamentos e paradigmas da teoria da história. O primeiro volume - intitulado "Princípios e Conceitos Fundamentais" - discute conceitos como o de "teoria", "método", "paradigma", "matriz disciplinar", "campo histórico", instrumentalizando o estudo da Teoria da História que será empreendido nos demais volumes. Parte-se de uma ´perspectiva epistemológica da História como "disciplina", de modo que - antes de discutir o que é a História - o autor principia por discutir o que é uma "disciplina" ou um campo de saber, mostrando que em todos os saberes estão presentes a teoria, método, um discurso singular, certo conjunto de objetos de estudo que pode mudar com o tempo, uma singularidade que define o campo e o diferencia de todos os outros, bem como uma rede humana formada por todos aqueles que praticam a disciplina ou o campo de saber. Somente depois desta discussão inicial sobre o que é uma disciplina - e sobre o que são a teoria e o método de modo mais geral - o autor inicia a sua reflexão sobre a especificidade da História como campo de saber. Os segundo e terceiro volumes da série examinam alguns dos diferentes paradigmas historiográficos disponíveis aos historiadores, como o positivismo, historicismo, materialismo histórico, e aquele que o autor chamou de "paradigma da descontinuidade", evocando sua inspiração na filosofia de Nietzsche. A novidade maior da série é o quarto volume, no qual D'Assunção Barros introduz um novo conceito, o de "acorde teórico". Trata-se de uma proposta para a análise complexa do pensamento e identidade teórica de historiadores, filósofos, sociólogos e pensadores/pesquisadores de maneira geral. A partir da metáfora do "acorde teórico" - ou do "acorde historiográfico", para o caso da História - Barros procura apreender as identidades teóricas complexas. Um autor qualquer, principalmente com uma contribuição relevante nos quadros de seu campo de saber, dificilmente se encaixaria em um único paradigma, e seria mais adequado pensar em sua identidade teórica como formada por uma conexão de muitos elementos. A conexão com este ou com aquele paradigma poderia entrar na identidade teórica de um autor apenas como um de seus muitos elementos, ou como uma de suas "notas", para empregar o vocabulário musical utilizado por Barros. Com esta leitura acórdica da historiografia e da filosofia da história, D'Assunção Barros empreende uma análise complexa de autores como Walter Benjamin, Leopold von Ranke , Johann Gustav Droysen, Max Weber,  Paul Ricoeur, Reinhart Koselleck e Karl Marx. O método também pode ser utilizado para a análise de identidades filosóficas, e outras. Mais tarde, o autor seguiu utilizando o conceito de "acorde" para novos propósitos, trabalhando com a ideia de "acordes de identidades' - como ocorre em um dos capítulos o livro 'A Fonte Histórica e seu Lugar de Produção' (2019), ou ainda de "acordes-paisagens", constituindo-se este em um recurso para analisar paisagens geográficas complexas, tal como exposto no livro 'História, Espaço, Geografia' (2017). Por fim, o conceito de 'acorde' foi aplicado à compreensão dos conceitos de todos os tipos. Um conceito - ao ser constituído por diversas 'notas' que interagem entre si para produzir a chamada 'compreensão' de um conceito - seria ele mesmo um acorde, tal como o autor demonstra em seu livro 'Os Conceitos: seus usos nas ciências humanas" (2015). Depois do quarto volume da série Teoria da História, o último volume da série segue abordando a historiografia mais próxima dos tempos contemporâneos, basicamente examinando a Escola dos Annales e a Nova História. [carece de fontes?]

### O Tempo dos Historiadores e a História Comparada
Em 2013, Barros publica "O Tempo dos Historiadores", uma obra que se destina a examinar em diversos âmbitos a relação entre a História e o Tempo, e "A Expansão da História", uma série de seis conferências sobre historiografia, examinando temas como o da escrita da história, a relação entre História e Espaço, as relações entre historiadores com fontes históricas, entre outras temáticas. Em 2014 é publicado "História Comparada", obra que se destina a examinar as modalidades historiográficas amparadas em procedimentos relacionais - entre as quais estaria a própria História Comparada, propriamente dita, e modalidades como a das Histórias Cruzadas, Histórias Interconectadas e Histórias Compartilhadas. O autor sustenta, nesta obra, que seria possível falar em um grupo de modalidades historiográficas classificáveis dentro do quadro mais amplo da História Relacional, tendo sido a História Comparada apenas a primeira destas modalidades relacionais a se manifestar na historiografia, ainda no entreguerras com autores como Marc Bloch, sendo que nas últimas décadas do século XX e no início do novo milênio começam a surgir outras modalidades relacionais como a História Cruzada e as Histórias Interconectadas.
Entre outras obras nas quais explorou temáticas diversas, está a produção do autor sobre História Urbana, em particular o livro "Cidade e História", publicado em 2007 e traduzido para o espanhol no ano seguinte. A cidade é examinada por ele como um fenômeno complexo - seja na sua relação com o espaço, a economia, a população, a cultura, a política, e muitos outros fatores -, assim como também seria complexo o conjunto de diversificadas representações da cidade, inclusive nas ciências sociais. Além disso, o próprio habitante das cidades, e os seus visitantes habituais ou eventuais - ou mesmo aqueles que nunca a pisaram mas a conhecem de algum modo através de meios diversos - seriam produtores de representações sobre a cidade. Nesta mesma direção, Barros chega a refletir em torno de uma pergunta fundamental: "Existirá uma cultura especificamente urbana"?. Os estudos sobre as representações da cidade também levaram o autor a examinar a representação da cidade no cinema, conforme os já mencionados estudos sobre as cidades-cinema.

### Interdisciplinaridade
A partir de 2015, com a publicação do livro "Os Conceitos", uma parte significativa da produção de José D'Assunção Barros passou a se dirigir aos diálogos interdisciplinares que podem ser estabelecidos entre os diversos campos de saber, inclusive no que concerne às relações da História com as demais ciências humanas e também com os diversos campos expressivos como Cinema, Literatura, Artes Visuais e Música. O marco teórico de sua produção sobre Interdisciplinaridade foi o livro 'Interdisciplinaridade - na História e em outros campos de saber' (2019). Nesta obra, o autor empenha-se em discutir o conceito de Interdisciplinaridade e outros similares, como transdisciplinaridade e multidisciplinaridade. Estabelece uma perspectiva própria de tratamento do tema ao cunhar o conceito de "pontes interdisciplinares", que seriam constituídas pelas instâncias no interior das quais os diversos saberes conseguem dialogar entre si, renovando-se de muitas maneiras. Seriam pontes interdisciplinares a Teoria, o Método, o Discurso, as temáticas de estudo, os próprios agentes de saber que podem interagir interdisciplinarmente através de equipes ou incorporar a interdisciplinaridade em sua própria formação pessoal. Da mesma forma, o autor sustenta que costumam se formar pontes interdisciplinares nas fronteiras entre os saberes, ou em modalidades internas da disciplina (campos intradisciplinares). Assim, a antropologia histórica poderia ser vista como um espaço de intersecção entre a História e a Antropologia, da mesma forma como a Astrofísica uniria as perspectivas da Física e da Astronomia, ou a Musicoterapia combinaria os saberes médicos e as práticas musicais. Barros ressalta que muitas inovações e renovações do conhecimento e do campo científico ocorrem quando pesquisadores conseguem enxergar uma disciplina a partir de uma outra, ou mesmo da construção de acordes interdisciplinates. Assim, seria possível pensar musicalmente a história, enxergar antropologicamente a matemática, pensar quimicamente a física, abordar a meteorologia a partir das artes visuais, teatralizar a ciência política, e inúmeras combinações de todos os tipos entre os diversos campos de saber. [carece de fontes?]

Além desta obra teórica sobre Interdisciplinaridade, o autor realizou sua própria perspectiva interdisciplinar de diversas maneiras. Em 'História, Espaço, Geografia' (2017), aborda a interdisciplinaridade entre Geografia e História. Na segunda parte de 'Fontes Históricas - uma introdução aos seus usos historiográficos' (2019), vale-se do conceito musical de 'polifonia' para abordar vários tipos de fontes, como os periódicos, relatos de viagem, processos criminais e antigas narrativas compostas de entremeados de muitos textos, como a Ilíada ou os próprios textos bíblicos. Em 'A Fonte Histórica e seu lugar de produção' (2019), o autor volta, em um de seus capítulos, a utilizar o conceito musical de 'acorde', agora para abordar o que chamou de 'acordes de identidades' - um recurso através do qual poderiam ser analisados as complexidades identitárias dos seres humanos que fazem história, vivem em sociedade ou que produzem realizações intelectuais, ultrapassando-se a tendência simplificadora a enquadrá-los em um único compartimento classificatório que abstrai uma característica de todas as outras. Os 'acordes de identidades', nesta perspectiva, poderiam captar a complexidade de um indivíduo humano, analisá-la como conexão de muitos aspectos que interagem uns sobre os outros, tal como em um acorde cujas notas interferissem umas nas outras produzindo diferentes intervalos. A mesma apropriação interdisciplinar do conceito musical de 'acorde' também foi aplicada ao estudo filosófico e epistemológico dos conceitos, em artigos derivados do livro 'Os Conceitos' (2015), bem como à análise do espaço, em ensaios nos quais Barros mobiliza a noção de "acordes-paisagens" para a compreensão das paisagens geográficas. Neste último caso, ao examinar uma paisagem natural ou urbana, o geógrafo poderia se habituar a nela perceber diferentes "notas" que interagem formando um acorde, cada qual com sua própria temporalidade. Olhando para uma rua de certa perspectiva, seria possível perceber a interação de tempos diversos, expressos pelas diversas notas que formam o acorde-paisagem: um edifício moderno poderia partilhar o mesmo espaço visual com uma casa do século anterior, com calçamento ainda mais antigo, com árvores centenárias, e contra um fundo que mostra uma estrutura geológica muito antiga. Esta combinação de diferentes notas e temporalidades forma o acorde-paisagem em questão.

### Manifestos para uma Historiografia do Novo Milênio
A atenção às novas interdisciplinaridades que poderão favorecer uma expansão no horizonte teórico, metodológico e discursivo dos historiadores das gerações futuras - mas também questões como a dos novos suportes possíveis que se oferecem à historiografia (livros virtuais e digitais, historiografia holográfica, realizações historiográficas fílmicas, entre outras), sem mencionar a permanente necessidade de que a historiografia interaja com as sociedades de sua época - levou José D'Assunção Barros a publicar um pequeno livro que funciona simultaneamente como balanço dos horizontes disponíveis à historiografia contemporânea e como manifesto que registra as expectativas e desafios dos historiadores no novo milênio. "Seis Desafios para a Historiografia no Novo Milênio" foi publicado em 2019, registrando uma palestra do autor sobre os novos horizontes historiográficos. Tal como observa o resenhista Robeílton Gomes, esta pequena obra se apresenta como "um   texto conciso que, valendo-se de uma ampla discussão desenvolvida em livros anteriores  do  mesmo  autor  e  da  Historiografia  em  geral,  aponta caminhos  possíveis aos  profissionais da História  do nosso tempo" (GOMES, 2020, p.267). Além de elaborar uma crítica política contundente ao examinar a demanda por maior responsabilidade social na historiografia contemporânea - o que leva D'Assunção Barros a propor às novas gerações historiográficas um compromisso de transferir um pouco de suas capacidades críticas à população comum, tão bombardeada nos últimos tempos por manipulações midiáticas de toda ordem - o autor chega a vislumbrar ainda um novo mundo de possibilidades historiográficas em um futuro não muito distante:
"Com uma visão futurística e linguagem metafórica, o  autor  coloca  questões  que  poderão  ser  desenvolvidas  por  pesquisadores num  futuro  próximo, pelo  uso  de novas  fontes,  novas  interdisciplinaridades ou  desdobramentos  de  abordagens já consagradas no próprio universo  historiográfico. O diálogo sugerido com  a Genômica  para  entender o  próprio  corpo humano  como  objeto  da História  e  as  potencialidades  de  uso das  fontes  da  informática  e  das  redes sociais para a constituição de uma História  Virtual, exemplos apresentados pelo  autor  como  novas  trincheiras  que se abrem" (GOMES, 2019, p.269).
Outro texto em forma de manifesto, produzido por D'Assunção Barros, deu origem ao artigo "Liberdade Teórica", depois transformado no pequeno livro "A Construção da Teoria nas Ciências Humanas" (2018). Neste pequeno manifesto que sintetiza desafios e tensões pertinentes à construção teórica nas diversas áreas de saber relacionadas às ciências humanas, Barros se propõe a discutir a necessidade de enfrentar criativamente o problema da construção teórica, mesmo que observando os limites que não devem ser transpostos sob o risco de se cair na incoerência teórica. O autor, desta maneira, marca um distanciamento tanto em relação aos setores mais conservadores das ciências humanas, por vezes enrijecidos em construções teóricas estereotipadas e pouco audaciosas, como também em relação aos autores que têm sintonizado com as perspectivas teóricas típicas da pós-modernidade. Barros aborda questões como a paralisia teórica ocasionada por aqueles momentos em que uma teoria deixa de se amparar na flexibilidade científica para recair no engessamento doutrinário. Confrontando tanto o soerguimento teórico de ídolos teóricos que passam a ser venerados e seguidos incondicionalmente, como a demonização de autores que são rejeitados por setores teóricos de um campo de saber, o autor discute aspectos como a "ilusão da coerência absoluta". Assim, ele se pergunta:
"Será   necessário   ao pesquisador  escolher  um  só  paradigma,  ou  um  sistema  teórico  único,  depurado  de quaisquer contribuições que não partam senão do interior deste sistema já consolidado? Há autores incompatíveis uns com os outros, bem como conceitos que não podem ser misturados entre si sob hipótese alguma? Existem “autores sagrados”, cuja contribuição é inquestionável e definitiva? Enquanto isso, ao inverso, existem “autores malditos”, que já não podem mais ser recuperados, e que devem ser condenados por todo o sempre ao inferno do ostracismo teórico? Devem as teorias apresentar certo nível de permeabilidade, de modo a interagir com o seu exterior, ou, ao contrário, deverão blindar seus cascos como navios que se preparam para singrar mares perigosos" (BARROS, 2018, p.12).
Aspectos que podem travar ou paralisar a construção teórica e as novas possibilidades de desenvolvimentos da teoria nos diversos campos de saber seguem sendo abordados pelo autor, que critica o engessamento dos limites disciplinares - retomando a sempre presente preocupação com a interdisciplinaridade - e também as ocasiões impróprias em que se verifica uma deformação dos saberes através da sujeição de certos setores científicos a interesses não-científicos como o mercado capitalista ou pressões políticas espúrias. O texto, enfim, procura motivar a audácia teórica, sem que se caia nos riscos de afundar na incoerência teórica ou de se deixar aprisionar por doutrinas e ditames do mercado e da política mais invasiva. Tal como observam duas resenhistas da obra, Barros procurou neste pequeno manifesto "tratar com objetividade sobre questões como disputas territoriais nas Ciências Humanas e Sociais, liberdade teórica do pesquisador, perigos da doutrinação teórica e capacidade do praticante de campo formular novas teorias".

### Literatura
Além da produção ensaística e acadêmica, José D'Assunção Barros também escreveu obras de literatura, estreando neste campo com os contos reunidos no livro "O Avesso do Pau-de-Arara" (1988). Na literatura, seu estilo oscila entre o realismo, a ficção científica e o realismo mágico, sendo exemplos desta última vertente os contos «Chiclete de Lua» e «História de Duas Sombras» (PDF).

## Obras
- "A Fonte Histórica e seu lugar de produção" (Petrópolis: Vozes, 2020)
- "Fontes Históricas - introdução ao seu uso historiográfico" (Petrópolis: Vozes, 2019)
- "Seis Desafios para a Historiografia no Novo Milênio" (Petrópolis: Vozes, 2019)
- "Interdisciplinaridade - na História e em outros campos de saber" (Petrópolis: Vozes, 2019)
- "Teoria e Formação do Historiador" (Petrópolis: Vozes, 2018)
- "A Construção da Teoria nas Ciências Humanas" (Petrópolis: Vozes, 2018)
- "História e Pós-modernidade" (Petrópolis: Vozes, 2018).
- "As Hipóteses nas Ciências Humanas" (Petrópolis: Vozes, 2017)
- "Espaço, História, Geografia" (Petrópolis: Vozes, 2017)
- "Igualdade e Diferença" (Petrópolis: Vozes, 2016)
- "Os Conceitos - seus usos nas ciências humanas" (Petrópolis: Vozes, 2015)
- "História Comparada" (Petrópolis: Vozes, 2014)
- "A Expansão da História" (Petrópolis: Vozes, 2013)
- "O Tempo dos Historiadores" (Petrópolis: Vozes, 2013)
- "Teoria da História - 5 volumes" (Petrópolis: Vozes, 2011)
- "Raízes da Música Brasileira" (São Paulo: Hucitec, 2011)
- "A Construção Social da Cor" (Petrópolis: Vozes, 2009)
- "Cidade e História" (Petrópolis: Vozes, 2007)
- "Arte Moderna e Alteridade" (Vassouras: LESC, 2006)
- "O Projeto de Pesquisa em História" (Petrópolis: Vozes, 2005)
- "O Campo da História - especialidades e abordagens" (Petrópolis: Vozes, 2004)
- "Nacionalismo e Modernismo - a Música Erudita Brasileira nas seis primeiras décadas do século XX" (Rio de Janeiro: CBM, 2003)
- "O Avesso do Pau de Arara" (Rio de Janeiro: Achiamé, 1987).